# National Hockey League
La National Hockey League (Liga Nacional de Hockey; en francés, la Ligue nationale de hockey), más conocida simplemente por sus siglas NHL, es una liga privada de hockey sobre hielo profesional formada por franquicias de Canadá y Estados Unidos.
Esta liga se fundó oficialmente el 26 de noviembre de 1917 en Montreal (Canadá), a partir de cuatro equipos procedentes de un campeonato anterior creado en 1909, la National Hockey Association. Originalmente todos los clubes eran canadienses, hasta que en 1924 se expandió a Estados Unidos. Desde 1942 hasta 1967, la liga tuvo solamente seis equipos: los Boston Bruins, Chicago Blackhawks, Detroit Red Wings, Canadiens de Montreal, Toronto Maple Leafs y New York Rangers.
La NHL aumentó la cantidad de equipos a 12 en la temporada 1967, 18 equipos en 1974 y 21 equipos en 1979, mientras mantenía una intensa rivalidad con la World Hockey Association en la década de 1970. La NHL se disputa actualmente entre 32 equipos: siete de Canadá y 25 de Estados Unidos. La mitad de los jugadores de la liga son canadienses, la cuarta parte son estadounidenses y los demás son extranjeros provenientes, en su mayoría, de Rusia, República Checa, Suecia y Finlandia.
El campeón de la fase final gana la Stanley Cup, el trofeo deportivo profesional más antiguo de Norteamérica, creado en 1893.
Los equipos más exitosos han sido Montreal con 24 Stanley Cups, Toronto con 13, Detroit con 11, Boston y Chicago con 6, y Edmonton y Pittsburgh con 5.
La NHL está considerada por la Federación Internacional de Hockey sobre Hielo como la liga más importante del mundo en su deporte. Además es una de las cinco grandes ligas deportivas que existen en Estados Unidos junto a la NBA (baloncesto), la NFL (fútbol americano), la MLB (béisbol) y la MLS (fútbol).

## Historia

### Nacimiento de la National Hockey League (1917 a 1926)

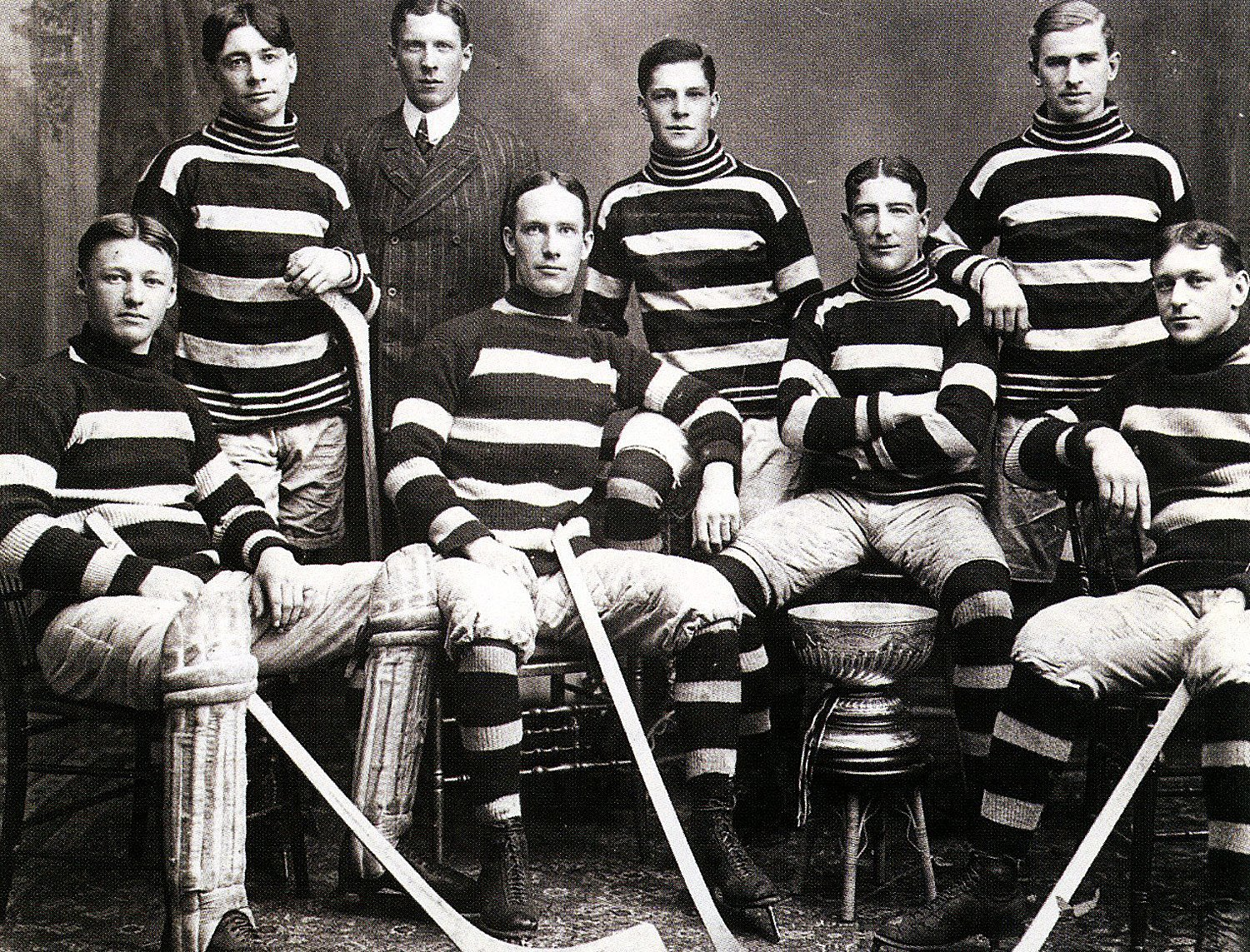
Ottawa Hockey Club (no debe confundirse con los Ottawa Senators actuales) fue uno de los cuatro clubes fundadores de la National Hockey League.

Antes de que se creara la National Hockey League, ya se había intentado crear un torneo profesional de hockey sobre hielo para Canadá, en su mayoría ligas provinciales y de carácter amateur. El campeonato más importante que existió fue la National Hockey Association (NHA), creado en 1910 con clubes de Ontario y Quebec y cuyas franquicias pertenecían a empresarios canadienses. El torneo más importante era la Stanley Cup, que desde 1893 se disputaban los campeones de las distintas ligas que existían.
En 1917, hubo una serie de disputas en el seno de la NHA, entre el propietario de Toronto Blueshirts, equipo presidido por el polémico empresario Eddie Livingstone, y los otro cuatro clubes que permanecían en esa liga —Montreal Canadiens, Montreal Wanderers, Ottawa Senators y Quebec Bulldogs—. Los cuatro clubes decidieron crear una nueva competición profesional, la National Hockey League (NHL). Las reuniones comenzaron el 22 de noviembre, y la competición se constituyó oficialmente el 26 de noviembre de 1917 con Frank Calder como su primer presidente. Quebec Bulldogs no pudo competir y fue reemplazado por una nueva franquicia, Toronto Arenas (actuales Toronto Maple Leafs). De los cuatro debutantes, solo siguen existiendo hoy Canadiens y Maple Leafs.
La primera temporada, que comenzó el 19 de diciembre de 1917, no estuvo exenta de dificultades. Montreal Wanderers dejó de jugar a mitad de campaña porque su estadio se quemó, y hubo que continuar con tres clubes hasta que Quebec Bulldogs regresó en 1919. El primer campeón de la NHL fue Toronto Arenas, que a su vez se hizo con la Stanley Cup al derrotar a los Vancouver Millionaires de la Pacific Coast Hockey Association. En 1918/19 ganó Montreal Canadiens, pero ese año no se jugó la Stanley Cup porque el club quebequense se vio afectado por la epidemia de Gripe española.
En la década de 1920, la NHL se consolidó como la principal liga norteamericana, por encima del otro torneo profesional, la Western Canada Hockey League (WCHL). Su fuerte competencia hizo que los jugadores de hockey sobre hielo fueran los atletas mejor pagados respecto a otros deportes. A su vez, en 1920 se produjo el primer traslado de ciudad de una franquicia, cuando Quebec Bulldogs se mudó a Hamilton (Ontario) para convertirse en Hamilton Tigers. La Stanley Cup estuvo dominada por los equipos de la NHL excepto en 1925 y 1926, cuando los Victoria Cougars de la WCHL se proclamaron campeones. Ese fue el último año en que un equipo ajeno a la NHL se hacía con ese trofeo.
En todo ese tiempo, la NHL tuvo una rápida expansión. La temporada 1924/25 se amplió a seis clubes, con la creación de Montreal Maroons y Boston Bruins, la primera franquicia de Estados Unidos. Un año después llegarían Pittsburgh Pirates y New York Americans, ambos desaparecidos. El éxito del hockey en Nueva York propició la creación de otra franquicia en esa ciudad por parte del propietario del Madison Square Garden, que se llamó New York Rangers.

### Consolidación y problemas financieros (1926 a 1942)
En la temporada 1926/27 la WCHL desapareció, y la NHL se convirtió de facto en la única liga profesional norteamericana. Del mismo modo, la Stanley Cup dejó de ser un campeonato interliga para ser el máximo trofeo de la NHL. Aprovechando su nueva situación, la liga se expandió a otras ciudades en el norte de los Estados Unidos, con la constitución de New York Rangers, Detroit Cougars (actuales Red Wings) y Chicago Black Hawks. Con una liga de 10 equipos, se creó por primera vez un sistema por conferencias, con la División canadiense y la División americana, más un play-off por el título. Con el nuevo sistema, el primer campeón fue Ottawa Senators.
La rápida expansión de la liga se frenó por culpa del Crac del 29 y la Gran Depresión. La mayoría de clubes tuvieron problemas económicos, se rebajaron los salarios y se produjeron traslados en muchas franquicias. Pittsburgh Pirates se trasladó en 1930 a Filadelfia, se convirtió en Philadelphia Quakers y desapareció un año después. Ottawa Senators se mudó en 1934 a San Luis (Misuri), cambió su nombre por St. Louis Eagles y dejó de existir en 1935. Del mismo modo, Montreal Maroons cesó sus operaciones en 1938.
A la crisis económica de América se sumó también la Segunda Guerra Mundial, que afectó al desarrollo de la NHL. Muchos jugadores —en su mayoría canadienses— tuvieron que cumplir el servicio militar y lucharon en el frente. Montreal Canadiens estuvo a punto de ser trasladado a Cleveland (Ohio) en 1939, aunque ese movimiento fue frenado a última hora por un grupo inversor quebequense que compró el club. Por su parte, New York Americans perdió a casi toda su plantilla, tuvo que dejar la competición en 1942 y nunca más regresó.

### Original Six (1942 a 1967)

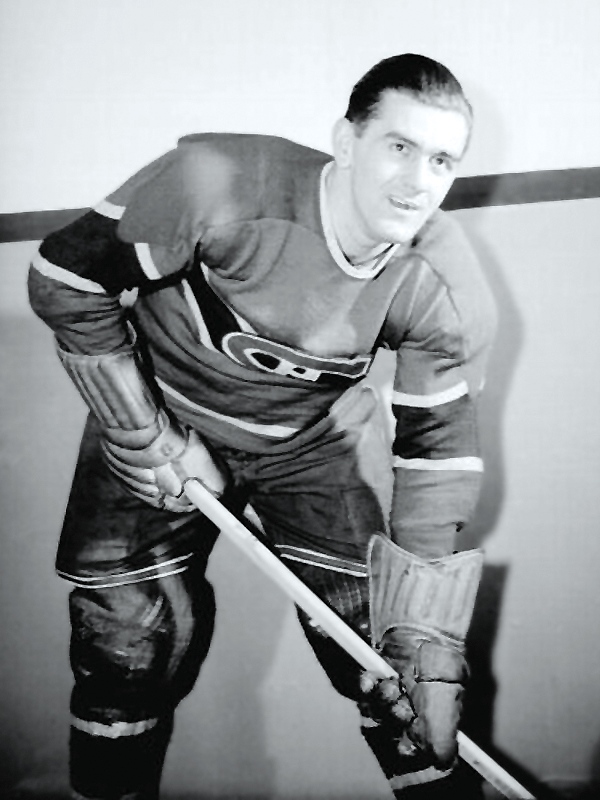
Maurice Richard logró 544 goles en sus 18 temporadas con Montreal Canadiens.

A partir de la temporada 1942-43 la liga quedó reducida a seis equipos: Montreal Canadiens, Toronto Maple Leafs, Boston Bruins, Detroit Red Wings, Chicago Black Hawks y New York Rangers, todos ellos conocidos como Original Six. En 1943 falleció Frank Calder, y se nombró nuevo comisionado a Red Dutton, quien a su vez fue reemplazado por Clarence Campbell, máximo dirigente desde 1946 hasta 1977. Durante 25 temporadas y hasta la temporada 1967/68, la NHL no aceptó ninguna expansión y quedó concentrada en el noreste de Norteamérica.
Los propietarios de los equipos y Clarence Campbell mantuvieron un sistema cerrado con criterios de admisión rigurosos, que impedían la llegada de nuevos clubes. Al haber pocos equipos, fue frecuente que algunos llegaran a dominar la liga y ganaran varios campeonatos consecutivos. Los más beneficiados fueron Montreal Canadiens, con diez títulos, y Toronto Maple Leafs con nueve. También se potenciaron las rivalidades, y la asistencia a los estadios aumentó.
Ese periodo se caracterizó además por la fuerte presencia de jugadores canadienses, en detrimento de deportistas de otros continentes. Originalmente, los equipos tenían derechos exclusivos a la hora de fichar un jugador promesa si este se encontraba dentro de un área de 50 millas de distancia desde la sede del club. Si el jugador estaba fuera de esa área, podía negociar con cualquier equipo. Esta norma se mantuvo hasta la introducción del primer Draft en 1963. Esto también limitó los traspasos entre clubes.
Aunque la liga se consolidó en ese tiempo como la primera de hockey sobre hielo en Norteamérica, se potenciaron otros campeonatos en ese deporte, especialmente en aquellas zonas sin franquicia en la NHL. Uno de los más relevantes fue la Western Hockey League, concentrada en el Oeste de Estados Unidos y Canadá, que funcionó desde 1952 hasta 1974. También gozó de buena aceptación la American Hockey League, que más tarde se convirtió en una liga menor de la NHL.
En esa época hubo deportistas que se convirtieron en leyendas del hockey. En 1945 el atacante de Montreal Canadiens Maurice "Rocket" Richard fue el primer jugador que logró 50 goles en 50 partidos, y el primero que alcanzó los 500 goles en toda su carrera, en 1957. Richard fue miembro de la apodada Punch Line, línea atacante de Montreal formada también por Hector Blake y Elmer Lach. Por parte de Detroit Red Wings destacó el trabajo de Gordie Howe, Terry Sawchuk, Ted Lindsay y Red Kelly. En Toronto Maple Leafs, la figura del exjugador Conn Smythe como propietario fue clave para el éxito de la franquicia.

### Expansión de la NHL y competencia con la WHA (1967 a 1979)
El éxito de otras ligas de hockey sobre hielo y el interés por sellar acuerdos televisivos en Estados Unidos hizo que la NHL se planteara crear clubes en otras ciudades. Cuando se supo que la Western Hockey League planteaba convertirse en una liga profesional que compitiera por la Stanley Cup, la NHL otorgó en 1967 seis franquicias de expansión, que ampliarían la liga a 12 clubes. La medida supondría también la creación de una nueva división, formada por los debutantes. Ese mismo año se creó un sindicato para los jugadores, la Asociación de Jugadores de la NHL (NHLPA).
En la temporada 1967/68 debutaron California Seals, Los Angeles Kings, Minnesota North Stars, Philadelphia Flyers, Pittsburgh Penguins y St. Louis Blues. Era la primera vez que la NHL se instalaba en ciudades de la Costa Oeste. Todas las franquicias de expansión fueron para ciudades estadounidenses, lo que motivó las quejas de los aficionados canadienses. Por ello, en 1970 se crearon dos nuevas franquicias que aumentaron la categoría a 14 participantes: Vancouver Canucks y Buffalo Sabres.
Desde 1972, la National Hockey League tuvo que competir con una nueva liga profesional, que aspiraba a convertirse en la más importante de América: la World Hockey Association (WHA). Para conseguir espectadores, esa liga dio franquicias en ciudades donde otros torneos no tenían presencia, permitió que sus clubes pagaran altos salarios a los mejores jugadores de la NHL, y sondeó el mercado extranjero. Durante siete años se produjeron disputas entre ambos campeonatos, que en algunos casos terminaron en los tribunales. En ese año, la NHL subió a 16 participantes con dos nuevas franquicias: New York Islanders y Atlanta Flames (que posteriormente se mudó a Calgary). La temporada siguiente, debutaron Kansas City Scouts y Washington Capitals.
A finales de los años 1970, la WHA sufrió graves problemas económicos que dieron con su disolución en 1979. La NHL aceptó absorber el campeonato, y cuatro de sus seis clubes —Edmonton Oilers, Hartford Whalers, Quebec Nordiques y Winnipeg Jets— ingresaron a partir de la temporada 1979/80 como franquicias de expansión. Los propietarios de los otros dos equipos que se quedaron fuera, Birmingham Bulls y Cincinnati Stingers, recibieron una compensación.

### Dinastías y apertura internacional (1979 a 1992)

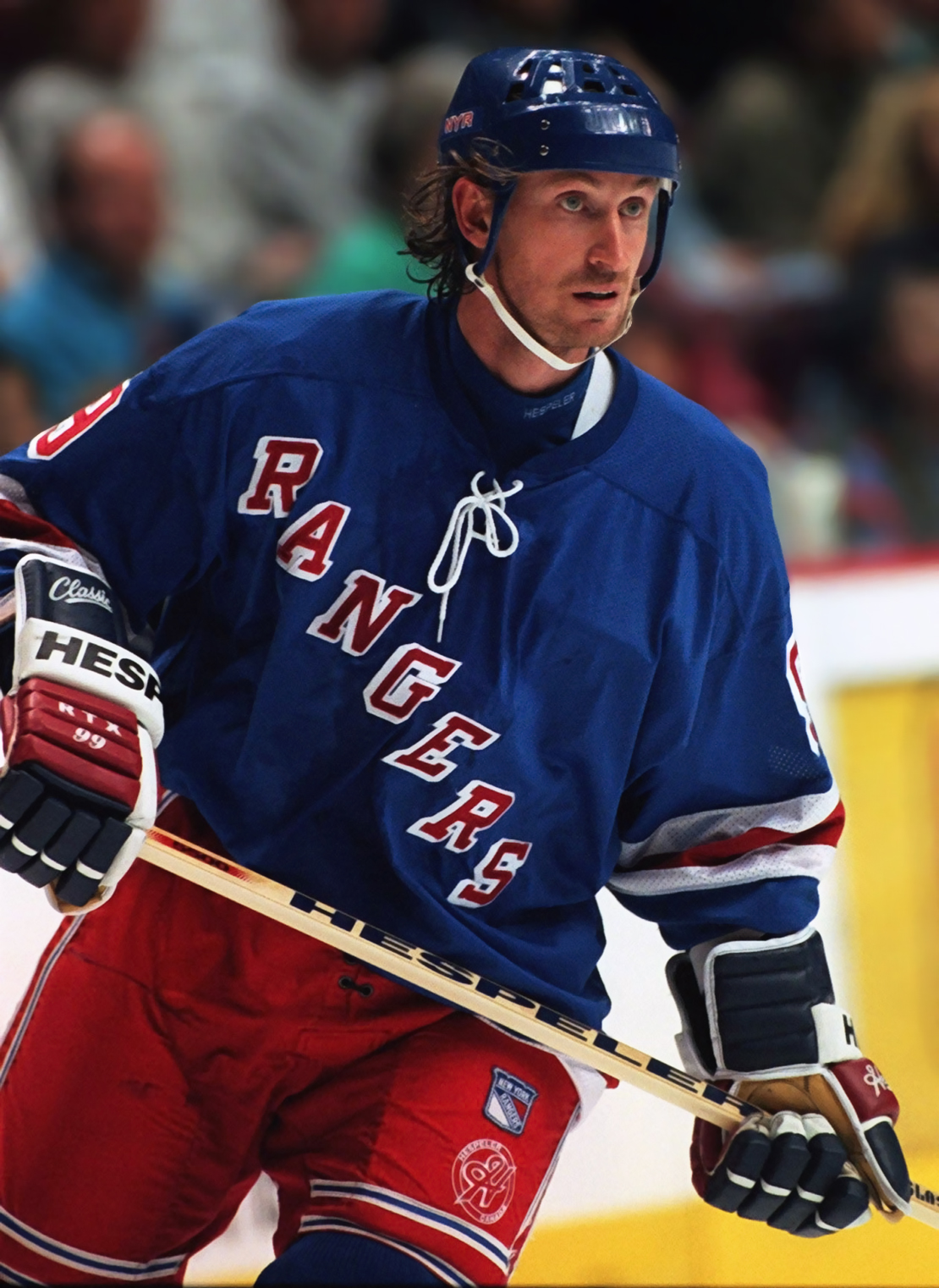
Wayne Gretzky ganó cuatro Stanley Cup con Edmonton Oilers.

Con la desaparición de Cleveland Barons tras ser absorbido por Minnesota North Stars, la NHL se quedó con 21 equipos, y la participación se estabilizó en esa cifra durante varias temporadas. Salvo los traslados de Calgary Flames y New Jersey Devils, no hubo movimientos destacados y la NHL no estudió expandirse a otros mercados.
Las décadas de 1970 y 1980 fueron la época de las dinastías en el hockey sobre hielo americano. Montreal Canadiens logró cuatro Stanley Cup consecutivas desde 1976 hasta 1979. Al año siguiente, New York Islanders se convirtió en el dominador absoluto de la NHL, con cuatro Stanley Cup entre 1980 y 1983, más la actuación destacada de jugadores como Mike Bossy, primer atacante que igualó la marca de 50 goles en 50 partidos de Maurice Richard. Después, Edmonton Oilers fue quien consiguió cuatro títulos consecutivos desde 1984 hasta 1988, con un equipo liderado por las estrellas Wayne Gretzky y Mark Messier. De 1990 a 1992, el torneo estuvo dominado por Pittsburgh Penguins de Mario Lemieux.
Uno de los hechos más descatados a finales de los años 1980 fue la llegada de más jugadores extranjeros gracias a la caída del Muro de Berlín, el final de los regímenes comunistas en Europa del Este y la desaparición de la Unión Soviética, principal dominador del hockey en torneos internacionales. Aunque la NHL ya se había abierto al mercado internacional, con jugadores como el sueco Borje Salming o el finés Jari Kurri, el final del telón de acero propició la llegada de rusos a la liga. En 1980 el jugador Peter Stastny huyó de Checoslovaquia con su mujer y su hermano, para fichar por Quebec Nordiques. También fue relevante la llegada de Sergei Fedorov en 1990, cuando aprovechó una gira de su equipo en Estados Unidos para escaparse de la concentración y viajar hasta Detroit, donde fichó por los Red Wings.

### Expansiones al sur de Estados Unidos (1992 a 2004)
Tras varios años sin aumentar el número de participantes, la NHL diseñó en 1990 un ambicioso plan de expansión a 28 clubes, que según sus cuentas dejaría beneficios por valor de 400 millones de dólares en la siguiente década. El encargado de llevarlo a cabo fue un nuevo comisionado, Gary Bettman, quien llegó en 1993 con experiencia en otras grandes ligas deportivas como la NBA. Dicho plan contemplaba también el establecimiento en el sur de Estados Unidos, donde el hockey sobre hielo no era demasiado popular y había posibilidades para explotar nuevos contratos televisivos. Para ello, otorgó tres plazas de expansión para San Jose Sharks (1991/92), Ottawa Senators y Tampa Bay Lightning (1992/93). Para la temporada 1993/94 se crearon dos clubes más: Mighty Ducks of Anaheim y Florida Panthers.
En 1992 y 1994 tuvieron lugar los dos primeros conflictos laborales entre la Asociación de Jugadores y la NHL. En 1994, los jugadores reclamaron una revisión al alza en su convenio colectivo, mientras que los clubes pidieron un límite salarial para evitar la quiebra de algunas franquicias. Al no haber consenso la liga respondió con un cierre patronal que duró 104 días. Cuando se alcanzó un acuerdo, la temporada tuvo que reducirse a 48 encuentros. En ese momento, el acuerdo no sirvió para solucionar las diferencias económicas entre pequeños y grandes mercados.
Aunque en un principio no estaba contemplado, la NHL apoyó también el traslado de franquicias con problemas financieros a zonas del sur de Estados Unidos. El primer movimiento fue el traslado en 1993 de Minnesota North Stars a Dallas (Texas) para crear los Dallas Stars, mientras que en 1998 Hartford Whalers se fue a Carolina del Norte y se convirtió en Carolina Hurricanes. El mercado de Canadá se vio perjudicado por esta política, ya que el país estaba inmerso en una crisis económica por la devaluación del dólar canadiense respecto al estadounidense, la moneda de referencia para pagar las nóminas. Algunos clubes situados en ciudades pequeñas no pudieron soportarlo, y terminaron mudándose a otras zonas con mayor potencial empresarial. En 1995 Quebec Nordiques se marchó a Denver para convertirse en Colorado Avalanche; en 1996 fue Winnipeg Jets quien se marchó a Glendale (Arizona) y pasó a ser Arizona Coyotes.
La NHL buscó una mayor proyección internacional, y permitió que sus jugadores pudieran disputar los Juegos Olímpicos de Invierno, a partir de la edición de Nagano 1998. Además, se inició un nuevo plan de expansión para aumentar los participantes a 30. Además de explotar nuevos mercados, como sucedió con la creación de Nashville Predators (1998), se buscó regresar a ciudades que anteriormente tuvieron un club en la liga. De este modo nacieron Atlanta Thrashers (1999), Minnesota Wild y Columbus Blue Jackets (2001).

### Situación actual (Desde 2004)

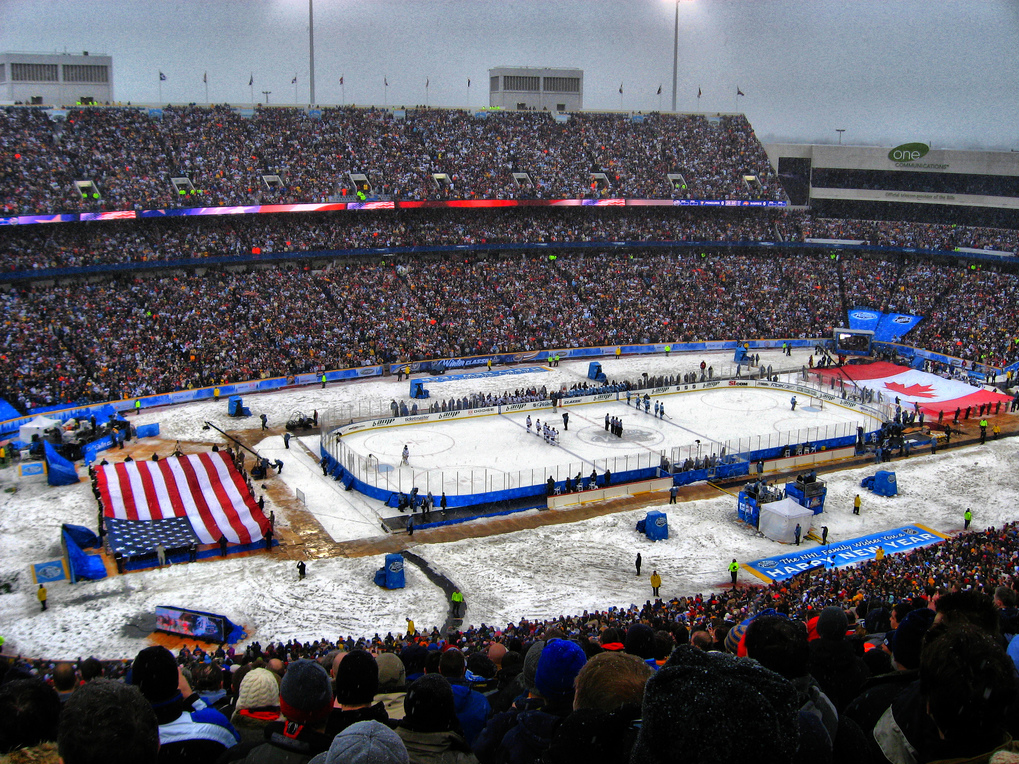
Celebración del NHL Winter Classic 2008 en el Ralph Wilson Stadium de Búfalo (Nueva York).

En septiembre de 2004, a pocos días del inicio de la temporada, la liga y la Asociación de Jugadores de la NHL no alcanzaron un acuerdo sobre su convenio colectivo, el pago de salarios y la implantación de un "tope económico de seguridad" para los clubes, por lo que el Comisionado de la NHL anunció un cierre patronal. A diferencia de otros cierres patronales, las negociaciones quedaron estancadas porque los jugadores opinaban que el tope era un límite salarial encubierto. A comienzos de 2005 no se alcanzó ninguna solución, por lo que Gary Bettman anunció la cancelación completa de la temporada 2004/05. Era la primera vez desde 1919 que no se jugaba una final de la Stanley Cup, y la NHL se convirtió en la primera liga norteamericana que canceló todo su desarrollo por una disputa laboral. Finalmente, en julio de 2005 se retomaron las negociaciones y se alcanzó un acuerdo para renovar el convenio colectivo. A cambio, se implementó un límite salarial estricto, vinculado a un porcentaje de los ingresos de la liga, así como cambios en la figura del agente libre.
La vuelta del campeonato en la temporada 2005/06 deparó un récord de asistencia a los estadios, y cambios en el reglamento para dar mayor atractivo al juego. La liga aprovechó la huelga de 2004/05 para probar nuevas normas en la American Hockey League, como tiros de penalti (shoot-out) si el juego estaba empatado al final del partido y su prórroga, que se introdujeron cuando la NHL regresó. Para captar nuevos aficionados a nivel mundial, la NHL celebró algunos de sus primeros partidos de temporada en el extranjero, y amistosos con equipos locales. En 2008 se creó un evento especial para año nuevo, el NHL Winter Classic, que consiste en un partido de hockey disputado en un estadio al aire libre.
La NHL registró buenos datos de afluencia a los estadios audiencia en televisión, y sus beneficios habían crecido desde 400 millones de dólares en 1990 hasta más de 2200 millones en 2006. Sin embargo, algunas franquicias tuvieron problemas financieros y no funcionaron comercialmente, especialmente en algunas zonas que en los años 1990 recibieron franquicias de expansión para promocionar el deporte. La NHL tuvo que hacerse cargo de Phoenix Coyotes, que declaró la bancarrota en 2008, y busca un nuevo comprador. En 2011 la liga aprobó la venta de Atlanta Thrashers, otra franquicia con problemas financieros, a un grupo inversor de Winnipeg, que lo trasladó y convirtió en los nuevos Winnipeg Jets.

### Futuro de la NHL
Para la temporada 2012/13, la NHL ha propuesto un sistema de cuatro conferencias, en sustitución del actual sistema de seis divisiones y dos conferencias, que la Junta de Gobernadores aprobó el 5 de diciembre de 2011. La nueva organización busca más cercanía entre franquicias según su grupo, que rebaje el efecto de los husos horarios en las retransmisiones. Con el nuevo sistema, los equipos jugarán de 36 a 38 encuentros dentro de su conferencia, y dos partidos (en casa y fuera) contra cada equipo de otras conferencias. Dos grupos tendrán ocho clubes, mientras que otros dos contarán con siete.
Sin embargo, la Asociación de Jugadores de la NHL rechazó este plan el 6 de enero de 2012, por lo que su aplicación se ha pospuesto. El sindicato señaló que no aceptará ningún cambio en la configuración divisional hasta la temporada 2013/14. Durante la temporada 2012/13, la Asociación de Jugadores aceptó un otro plan por la temporada 2013/14: un sistema con dos conferencias y cuatro divisiones. Con el nuevo sistema, cada equipo juega cuatro o cinco partidos contra los otros equipos en su división de su conferencia, tres partidos contra los equipos en la otra división de su conferencia, y dos partidos contra los equipos en la otra conferencia, por un total de 82 partidos.
En la temporada 2017/18 la liga se amplió con un equipo nuevo en Las Vegas, los Vegas Golden Knights; este equipo fue el primer equipo de expansión en la historia de las grandes ligas norteamericanos para avanzar a la ronda final de la postemporada en su primera temporada. Sin embargo, los Golden Knights perdieron en la final de la Copa Stanley a los Washington Capitals en cinco partidos, pero ganaron 13 partidos en la postemporada.
En la temporada 2018/19 la liga le otorgó un equipo a Seattle, el Seattle Kraken; este equipo comenzaría sus operaciones en la temporada 2021-22.
La temporada 2019/20 empezó en octubre de 2019 y fue expectada para terminar en abril de 2020. Sin embargo, después la Organización Mundial de la Salud anunció la declaración de la pandemia de COVID-19 el 11 de marzo de 2020, un jugador de la NBA, Rudy Gobert, dio positivo por COVID-19; como resultado, la NHL suspendió la temporada 2019/20 un día después. El 26 de mayo de 2020, la NHL anunció que los partidos restantes de la temporada regular serán cancelados, y 24 equipos calificó a la postemporada que comenzó el 1 de agosto de 2020. Todos de los partidos de la postemporada fue jugados sin audiencia en Edmonton y Toronto.

## Sistema de competición
Hasta la temporada 2012-2013, la National Hockey League estuvo compuesta por treinta franquicias, repartidas en seis divisiones de cinco equipos cada una. Por la Conferencia Este se encontraban las divisiones del Atlántico, Noreste y Sudeste. Por la Conferencia Oeste, estaban la división Noroeste, Central y Pacífico.
Para la temporada 2013-2014, las treinta franquicias han sido reorganizadas en cuatro divisiones: Divisiones Pacífico y Central, para la Conferencia del Oeste; Divisiones Atlántico y Metropolitana, para la Conferencia del Este.
El criterio para repartir a los equipos en cada división es geográfico. El torneo está dividido en liga regular, donde juegan todos los clubes, y una fase final por el título, donde se clasifican los ocho mejores de cada conferencia.

### Temporada regular
Cada equipo disputa 82 partidos en la temporada regular, 41 a domicilio y 41 fuera. Esta fase del torneo suele celebrarse desde octubre y hasta abril. Equipos en la Conferencia Este juega 4 partidos contra cada uno de sus adversarios de la misma división, un total de 30 encuentros. A estos debe sumarse tres partidos contra cada uno de los 8 equipos de la misma conferencia (24 partidos). Equipos en la Conferencia Oeste juega 4 o 5 partidos contra cada uno de sus adversarios de la misma división, un total de 26 o 29 encuentros, con la excepción de un equipo de cada división que juega un partido menos. A estos debe sumarse tres partidos contra cada uno de los 6 o 7 equipos de la misma conferencia (21 o 24 partidos), excepto por un equipo en cada división se enfrentan 4 partidos. Todos los equipos juegan dos partidos contra los equipos de su otra conferencia.
Los partidos se juegan en tres periodos de 20 minutos. Si al final persiste el empate, se juega una prórroga de cinco minutos y, si fuera necesario, tiros penales. El vencedor del partido recibe dos puntos por victoria. Puede darse un punto al equipo que perdió, si este cayó derrotado en la prórroga o en los tiros de penalti. Si el equipo pierde dentro del tiempo reglamentario, no recibe puntos. Al término de la temporada regular, el equipo que queda primero en su división consigue un Campeonato de División. El resto de los equipos se disputan las plazas disponibles para la fase final por la Stanley Cup. En cada conferencia hay dos divisiones y solo ocho plazas para la fase final.

### Postemporada
En la fase final (o la postemporada) por la Stanley Cup (en inglés, play-off), que se celebra entre abril y junio, los equipos se enfrentan a rondas eliminatorias al mejor de siete partidos. En cada división el primer equipo se enfrenta al cuarto, el segundo al tercero. El ganador de la división con el mayor récord de conferencia se enfrenta el segundo wild-card y el otro ganador al primer wild-card. Tiene ventaja de campo el equipo mejor posicionado en la temporada regular. A diferencia de la temporada regular, si hay un empate al término del tiempo reglamentario solo se puede desempatar por muerte súbita, en periodos de 20 minutos. Dos ganadores en cada división se enfrentan en los Finales de División. Vencedores de cada división se enfrentan en los Finales de Conferencia.

### Finales
En la ronda final, las Finales de la Copa Stanley, se enfrentan los campeones de cada conferencia al mejor de siete partidos. El primero que consiga vencer en cuatro partidos se le conocerá como el campeón de la NHL.

## Equipos
|  | New Jersey NY Islanders NY Rangers Philadelphia Pittsburgh Boston Buffalo Montreal Ottawa Toronto Winnipeg Carolina Florida Tampa Bay Washington Chicago Columbus Detroit Nashville St. Louis Calgary Colorado Edmonton Minnesota Vancouver Anaheim Dallas Seattle Las Vegas Los Angeles Utah San Jose |

La National Hockey League se originó en 1917 con cuatro equipos y fue creciendo a través de una sucesión de expansiones, reducciones y reubicaciones de equipos para conformar el plantel actual que se compone de treinta y dos franquicias. De ellos, siete están en Canadá y veinticinco en los Estados Unidos. La mayoría de las franquicias están situadas en el norte y noreste de Norteamérica, zonas donde tradicionalmente hay una mayor afición al hockey sobre hielo. En los últimos años el torneo se ha expandido al sur de Estados Unidos.
Solo hay dos clubes que continúan existiendo desde la fundación de la NHL en 1917: los Montreal Canadiens y los Toronto Maple Leafs —fundado como Toronto Arenas—. El primer equipo estadounidense que se creó fue Boston Bruins (1924), que también continúa en activo. El equipo que más Stanley Cup ha ganado es Montreal Canadiens, con 24 títulos.

### Franquicias
| División          | Equipo                | Ciudad                        | Pabellón                 | Capacidad        | Fundado          | Entró en la NHL  | Capitán (C)        | Entrenador       |                  |                  |                  |
| Conferencia Este  | Conferencia Este      | Conferencia Este              | Conferencia Este         | Conferencia Este | Conferencia Este | Conferencia Este | Conferencia Este   | Conferencia Este | Conferencia Este | Conferencia Este | Conferencia Este |
| ----------------- | --------------------- | ----------------------------- | ------------------------ | ---------------- | ---------------- | ---------------- | ------------------ | ---------------- | ---------------- | ---------------- | ---------------- |
| Atlántico         | Boston Bruins         | Boston, Massachusetts         | TD Garden                | 17 565           | 1924             | 1924             | Brad Marchand      | Jim Montgomery   |                  |                  |                  |
| Atlántico         | Buffalo Sabres        | Búfalo, Nueva York            | KeyBank Center           | 19 070           | 1970             | 1970             | Kyle Okposo        | Don Granato      |                  |                  |                  |
| Atlántico         | Detroit Red Wings     | Detroit, Míchigan             | Little Caesars Arena     | 19 515           | 1926             | 1926             | Dylan Larkin       | Derek Lalonde    |                  |                  |                  |
| Atlántico         | Florida Panthers      | Sunrise, Florida              | Amerant Bank Arena       | 19 250           | 1993             | 1993             | Aleksander Barkov  | Paul Maurice     |                  |                  |                  |
| Atlántico         | Montreal Canadiens    | Montreal, Quebec              | Centre Bell              | 21 302           | 1909             | 1917             | Nick Suzuki        | Martin St. Louis |                  |                  |                  |
| Atlántico         | Ottawa Senators       | Ottawa, Ontario               | Canadian Tire Centre     | 17 373           | 1992             | 1992             | Brady Tkachuk      | D. J. Smith      |                  |                  |                  |
| Atlántico         | Tampa Bay Lightning   | Tampa, Florida                | Amalie Arena             | 19 092           | 1992             | 1992             | Steven Stamkos     | Jon Cooper       |                  |                  |                  |
| Atlántico         | Toronto Maple Leafs   | Toronto, Ontario              | Scotiabank Arena         | 18 819           | 1917             | 1917             | John Tavares       | Sheldon Keefe    |                  |                  |                  |
| Metropolitana     | Carolina Hurricanes   | Raleigh, Carolina del Norte   | PNC Arena                | 18 680           | 1972             | 1979*            | Jordan Staal       | Rod Brind'Amour  |                  |                  |                  |
| Metropolitana     | Columbus Blue Jackets | Columbus, Ohio                | Nationwide Arena         | 18 144           | 2000             | 2000             | Boone Jenner       | Brad Larsen      |                  |                  |                  |
| Metropolitana     | New Jersey Devils     | Newark, Nueva Jersey          | Prudential Center        | 16 514           | 1974*            | 1974*            | Nico Hischier      | Lindy Ruff       |                  |                  |                  |
| Metropolitana     | New York Islanders    | Elmont, Nueva York            | Barclays Center          | 13 900           | 1972             | 1972             | Anders Lee         | Lane Lambert     |                  |                  |                  |
| Metropolitana     | New York Rangers      | Nueva York, Nueva York        | Madison Square Garden    | 18 006           | 1926             | 1926             | Vacante            | Gerard Gallant   |                  |                  |                  |
| Metropolitana     | Philadelphia Flyers   | Filadelfia, Pensilvania       | Wells Fargo Center       | 19 500           | 1967             | 1967             | Sean Couturier     | John Tortorella  |                  |                  |                  |
| Metropolitana     | Pittsburgh Penguins   | Pittsburgh, Pensilvania       | PPG Paints Arena         | 18 387           | 1967             | 1967             | Sidney Crosby      | Mike Sullivan    |                  |                  |                  |
| Metropolitana     | Washington Capitals   | Washington D. C.              | Capital One Arena        | 18 506           | 1974             | 1974             | Aleksandr Ovechkin | Peter Laviolette |                  |                  |                  |
| Conferencia Oeste |                       |                               |                          |                  |                  |                  |                    |                  |                  |                  |                  |
| Central           | Chicago Blackhawks    | Chicago, Illinois             | United Center            | 19 717           | 1926             | 1926             | Jonathan Toews     | Luke Richardson  |                  |                  |                  |
| Central           | Colorado Avalanche    | Denver, Colorado              | Ball Arena               | 18 007           | 1972             | 1979*            | Gabriel Landeskog  | Jared Bednar     |                  |                  |                  |
| Central           | Dallas Stars          | Dallas, Texas                 | American Airlines Center | 18 532           | 1967*            | 1967*            | Jamie Benn         | Peter DeBoer     |                  |                  |                  |
| Central           | Minnesota Wild        | Saint Paul, Minnesota         | Xcel Energy Center       | 17 954           | 2000             | 2000             | Jared Spurgeon     | Dean Evason      |                  |                  |                  |
| Central           | Nashville Predators   | Nashville, Tennessee          | Bridgestone Arena        | 17 113           | 1998             | 1998             | Roman Josi         | John Hynes       |                  |                  |                  |
| Central           | St. Louis Blues       | San Luis, Misuri              | Enterprise Center        | 18 724           | 1967             | 1967             | Ryan O'Reilly      | Craig Berube     |                  |                  |                  |
| Central           | Utah Mammoth          | Salt Lake City, Utah          | Delta Center             | 16 200           | 2024             | 2024*            | Vacante            | André Tourigny   |                  |                  |                  |
| Central           | Winnipeg Jets         | Winnipeg, Manitoba            | Canada Life Centre       | 15 321           | 1999*            | 1999*            | Blake Wheeler      | Rick Bowness     |                  |                  |                  |
| Pacífico          | Anaheim Ducks         | Anaheim, California           | Honda Center             | 17 174           | 1993             | 1993             | Vacante            | Dallas Eakins    |                  |                  |                  |
| Pacífico          | Calgary Flames        | Calgary, Alberta              | Scotiabank Saddledome    | 19 289           | 1972*            | 1972*            | Vacante            | Darryl Sutter    |                  |                  |                  |
| Pacífico          | Edmonton Oilers       | Edmonton, Alberta             | Rogers Place             | 18 347           | 1972             | 1979*            | Connor McDavid     | Jay Woodcroft    |                  |                  |                  |
| Pacífico          | Los Angeles Kings     | Los Ángeles, California       | Crypto.com Arena         | 18 230           | 1967             | 1967             | Anže Kopitar       | Todd McLellan    |                  |                  |                  |
| Pacífico          | San Jose Sharks       | San José, California          | SAP Center               | 17 562           | 1991             | 1991             | Logan Couture      | David Quinn      |                  |                  |                  |
| Pacífico          | Seattle Kraken        | Seattle, Washington           | Climate Pledge Arena     | 17 100           | 2021             | 2021             | Vacante            | Dave Hakstol     |                  |                  |                  |
| Pacífico          | Vancouver Canucks     | Vancouver, Columbia Británica | Rogers Arena             | 18 910           | 1945             | 1970             | Bo Horvat          | Bruce Boudreau   |                  |                  |                  |
| Pacífico          | Vegas Golden Knights  | Paradise, Nevada              | T-Mobile Arena           | 17 356           | 2017             | 2017             | Mark Stone         | Bruce Cassidy    |                  |                  |                  |

- Un asterisco (*) denota un movimiento de franquicia.

### Traslados de franquicias
Las franquicias señaladas han cambiado de ciudad en algún momento de la historia de la NHL:
- Cuatro equipos entraron a la liga en la temporada 1979-80 después de que la Asociación Mundial de Hockey terminó sus operaciones:
  - Edmonton Oilers
  - Quebec Nordiques (movimiento a Denver, Colorado en 1995)
  - Winnipeg Jets (movimiento a Phoenix, Arizona en 1996)
  - Hartford Whalers (movimiento a Carolina del Norte en 1997)
- Hay otros equipos que cambiaron de sede:
  - Kansas City Scouts (movimiento a Denver, Colorado en 1976, movimiento a Nueva Jersey en 1982)
  - Atlanta Flames (movimiento a Calgary, Alberta en 1980)
  - California Golden Seals (movimiento a Cleveland, Ohio en 1976, fusionado en los Minnesota North Stars en 1978)
  - Minnesota North Stars (movimiento a Dallas, Texas en 1993)
  - Atlanta Thrashers (movimiento a Winnipeg, Manitoba en 2011)

## Historial
Para un mejor detalle de cada edición véase Copa Stanley

### Palmarés
| Equipo               | Campeonatos | Subcampeonatos | Títulos |
| -------------------- | ----------- | -------------- | --- |
| Montreal Canadiens   | 24          | 10             | 1916, 1924, 1930, 1931, 1944, 1946, 1953, 1956, 1957, 1958, 1959, 1960, 1965, 1966, 1968, 1969, 1971, 1973, 1976, 1977, 1978, 1979, 1986, 1993 |
| Toronto Maple Leafs  | 13          | 8              | 1918, 1922, 1932, 1942, 1945, 1947, 1948, 1949, 1951, 1962, 1963, 1964, 1967                                                                   |
| Detroit Red Wings    | 11          | 13             | 1936, 1937, 1943, 1950, 1952, 1954, 1955, 1997, 1998, 2002, 2008                                                                               |
| Boston Bruins        | 6           | 14             | 1929, 1939, 1941, 1970, 1972, 2011 |
| Chicago Blackhawks   | 6           | 7              | 1934, 1938, 1961, 2010, 2013, 2015 |
| Edmonton Oilers      | 5           | 4              | 1984, 1985, 1987, 1988, 1990 |
| Pittsburgh Penguins  | 5           | 1              | 1991, 1992, 2009, 2016, 2017 |
| New York Rangers     | 4           | 7              | 1928, 1933, 1940, 1994 |
| New York Islanders   | 4           | 1              | 1980, 1981, 1982, 1983 |
| New Jersey Devils    | 3           | 2              | 1995, 2000, 2003 |
| Tampa Bay Lightning  | 3           | 1              | 2004, 2020, 2021 |
| Colorado Avalanche   | 3           | -              | 1996, 2001, 2022 |
| Philadelphia Flyers  | 2           | 6              | 1974, 1975 |
| Los Angeles Kings    | 2           | 1              | 2012, 2014 |
| Florida Panthers     | 2           | 2              | 2024, 2025 |
| Dallas Stars         | 1           | 4              | 1999 |
| St. Louis Blues      | 1           | 3              | 2019 |
| Calgary Flames       | 1           | 2              | 1989 |
| Anaheim Ducks        | 1           | 1              | 2007 |
| Carolina Hurricanes  | 1           | 1              | 2006 |
| Washington Capitals  | 1           | 1              | 2018 |
| Vegas Golden Knights | 1           | 1              | 2023 |
| Vancouver Canucks    | -           | 3              | ----- |
| Buffalo Sabres       | -           | 2              | ----- |
| Ottawa Senators      | -           | 1              | ----- |
| San Jose Sharks      | -           | 1              | ----- |
| Nashville Predators  | -           | 1              | ----- |
| Seattle Kraken       | -           | -              | ----- |

## Reglas

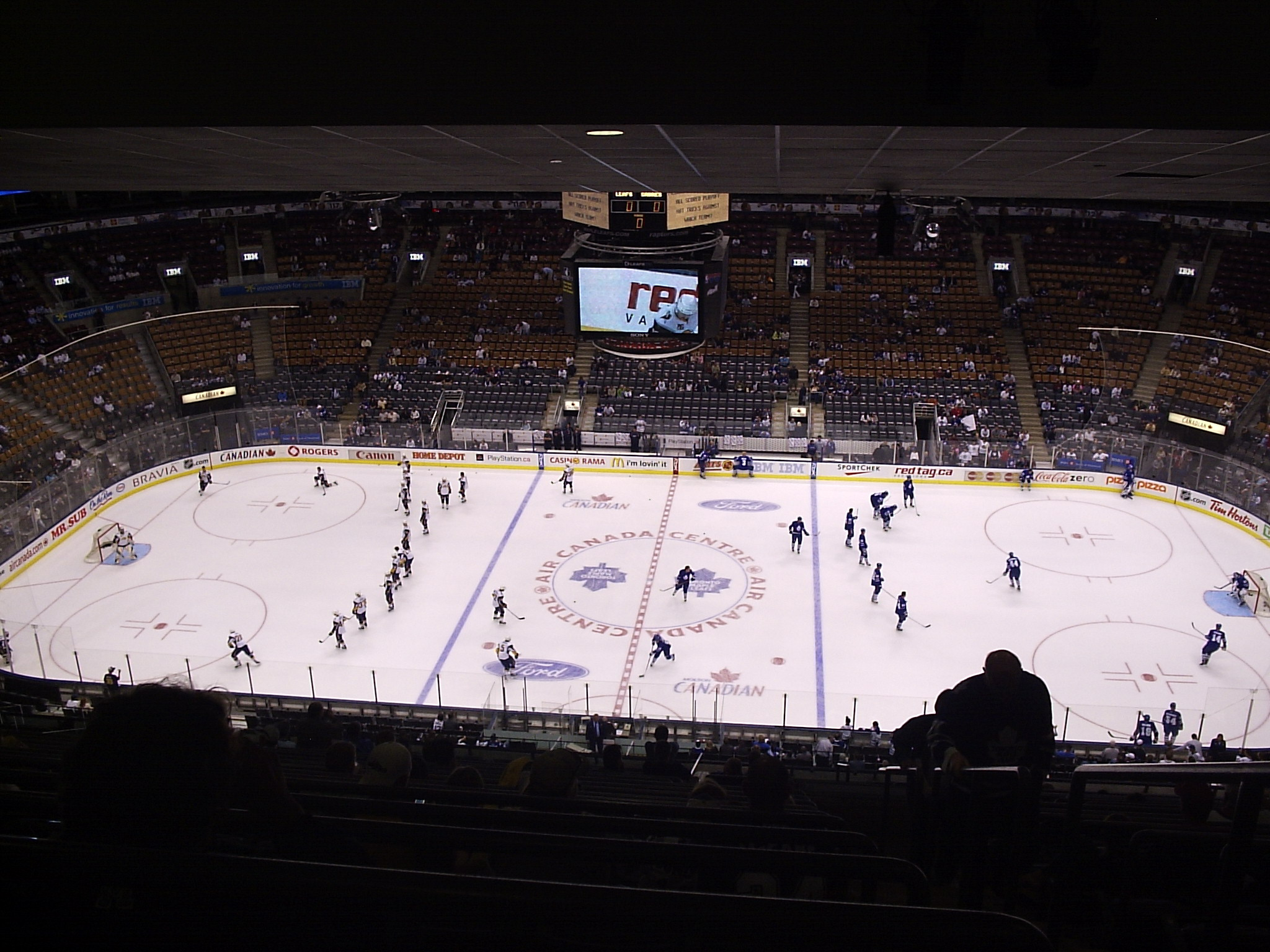
La pista de hielo en la NHL es más estrecha que en un partido con reglas de la Federación Internacional. En la foto, el Air Canada Centre de Toronto.

La National Hockey League sigue las reglas básicas del hockey sobre hielo, pero su reglamento presenta diferencias con el usado en partidos internacionales, tanto por la Federación Internacional de Hockey sobre Hielo como por el Comité Olímpico Internacional.
Una de las diferencias más visibles se encuentra en el terreno de juego o rink, más estrecho que el de reglas internacionales. La pista de NHL debe medir 61 metros de largo por 26 metros de ancho. La zona neutral es también más estrecha, para hacer más atractivo el juego de ataque. En la línea de gol que se encuentra detrás de la portería hay un trapecio, inexistente en reglas internacionales. El guardameta solo puede jugar el puck en esa zona o en el área celeste frente a su portería. De lo contrario, es penalizado con dos minutos por retrasar el juego.
Otra regla diferente es el icing. En hockey, se penaliza como icing cuando un jugador lanza el puck por detrás de la línea central. Si marca gol, es válido. Si falla, que es cuando el puck cruza la línea roja de gol del portero, se pita una infracción que se penaliza con faceoff —donde el árbitro principal pone en juego el puck cuando el partido se ha detenido— en la zona de defensa del equipo infractor. En la NHL, el rival debe lograr la posesión del puck para que piten esta infracción. Existen 3 variaciones del icing: automático: el jugador debe obtener la posesión del puck.
Híbrido: Es una mezcla de ambos.
No- touch icing: el portero no puede tocar el puck al menos de que lo haya hecho un jugador de su mismo equipo.
También hay diferencias en el offside o fuera de juego. En hockey, este se comete cuando el jugador, desde detrás de la línea roja central o desde la zona neutral, pasa directamente a otro que está situado justo en la zona de ataque. También se produce cuando el jugador en la zona de ataque se lleva el puck a la zona neutral y vuelve con él a atacar. Se penaliza con un faceoff desde la zona neutral. En la NHL, no existe la regla two-line pass o "pase de fuera de juego", que se pitaba si un pase desde la zona defensiva llegaba a un jugador de su equipo en la zona de ataque, marcada por la línea roja de medio campo. Además, la zona neutral, que marcan las líneas azules en el centro del campo, es más estrecha.
Existe una variación a la regla del offside que es el offside intencional: se comete esta infracción cuando el equipo deliberadamente intenta detener el juego o cuando no se pudo lograr una jugada de manera legal; de forma que se sigan las reglas del juego, esto se penaliza con un faceoff.
Existen también diferencias sobre la sanción a los jugadores cuando cometen una infracción. La más importante es la norma sobre peleas (fighting) en mitad del partido. En la NHL, si dos o más jugadores se pelean en mitad de un partido, el juego se detiene y cuando el combate concluye, los participantes son sancionados con una exclusión de cinco minutos. Esta puede ser superior en base al tipo de agresión, y puede terminar incluso con expulsión total y sanción. Esto contrasta con las reglas internacionales, donde las peleas están completamente prohibidas y acarrean una expulsión total de los participantes, en caso de hacerse.

## Organización

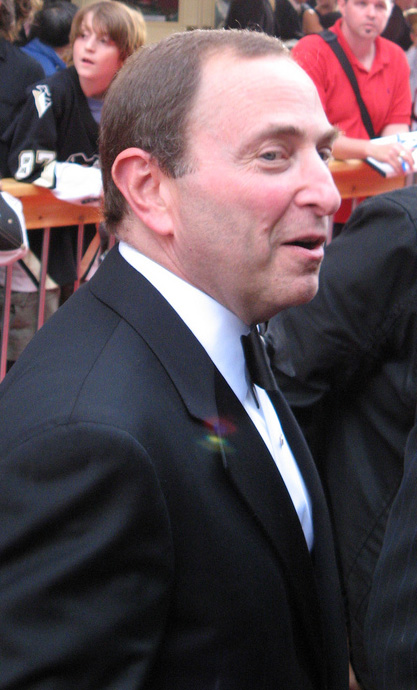
Gary Bettman es el comisionado de la NHL desde 1993.

El organismo que gestiona la National Hockey League es una Junta de Gobernadores (en inglés, NHL Board of Governors). Cada uno de los 31 equipos que forma parte de la liga tiene derecho a asignar un Gobernador, normalmente el propietario de la franquicia. El presidente actual de la Junta de Gobernadores es Jeremy Jacobs, propietario de Boston Bruins, mientras que el vicepresidente es Tom Hicks, de Dallas Stars. El anterior presidente fue Harley Hotchkiss, dueño de Calgary Flames.
La Junta de Gobernadores se encarga de establecer las políticas de la liga y su constitución. Entre sus responsabilidades, se encuentran el cambio de reglamento; la elección del Comisionado de la NHL; la renovación, traslado y/o llegada de las franquicias; la aprobación y revisión de los límites salariales a sus miembros, y los cambios en la estructura del calendario de partidos. Este organismo se reúne al menos dos veces a año, en junio y diciembre, en una ciudad fijada por el Comisionado de la NHL.
El Director Ejecutivo y rostro más visible de la NHL es el Comisionado, que desde 1993 es Gary Bettman. La figura del comisionado se introdujo el 1 de julio de 1993, año del nombramiento de Bettman, y anteriormente se usaba la de un presidente, cargo que ocupó gente como Frank Calder o Clarence Campbell. Algunas de sus funciones son garantizar el buen funcionamiento de la liga, las negociaciones de los convenios colectivos y el nombramiento de los árbitros. El comisionado es elegido por una mayoría en la Junta.

### Presidentes y comisionados de la NHL
| Frank Calder      | 1917-1943  |
| Red Dutton        | 1943-1946  |
| Clarence Campbell | 1946-1977  |
| John Ziegler      | 1977-1992  |
| Gil Stein         | 1992-1993  |
| Gary Bettman      | Desde 1993 |

## Trofeos

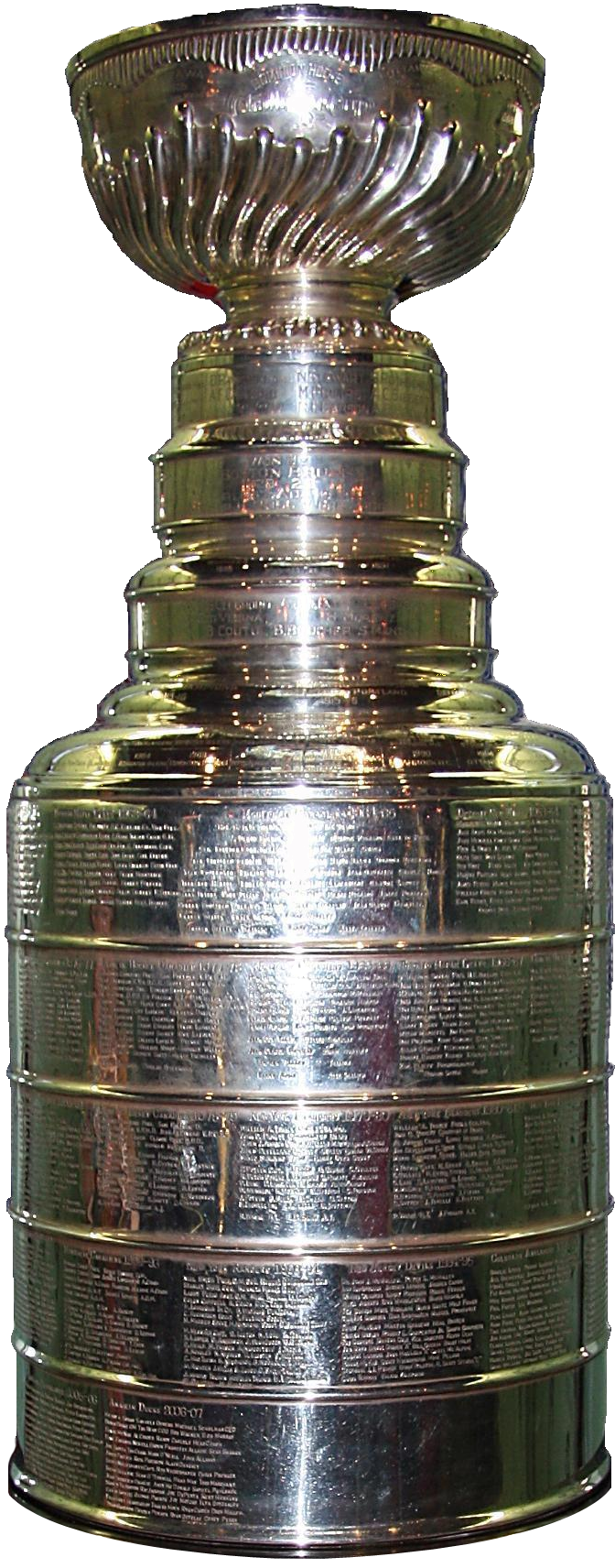
Imagen de la Stanley Cup.

### Trofeos de equipos
Stanley Cup
La Stanley Cup es el trofeo más prestigioso de la National Hockey League, que se entrega al campeón de las series eliminatorias por la liga. El trofeo es uno de los símbolos más representativos del hockey sobre hielo, y el torneo deportivo profesional más antiguo de Norteamérica. Se creó en 1890 como torneo que enfrentara a los campeones de las distintas competiciones canadienses, por lo que es anterior a la propia NHL. Su primer campeón fue la asociación atlética amateur de Montreal, mientras que el primer campeón de esta liga fue Toronto Arenas. Desde 1926, la Stanley Cup es un torneo en propiedad de la NHL. El equipo que más Stanley Cup ha ganado es Montreal Canadiens, con 24 títulos.
Trofeo de los Presidentes
Este trofeo premia al mejor equipo de la liga regular, y se entrega al que más puntos ha obtenido en la clasificación general, donde toman parte los 32 clubes. Su nombre es una referencia a todos los presidentes de la National Hockey League. Además del trofeo, el vencedor recibe 350.000 dólares canadienses. La primera vez que se entregó fue en la temporada 1985/86. El club que más veces lo ha ganado es Detroit Red Wings, en seis ocasiones.
Trofeo Príncipe de Gales
El Trofeo Príncipe de Gales premia al campeón de la Conferencia Este desde 1993. El Trofeo fue donado por Su Alteza Real el Príncipe de Gales (más tarde Eduardo VIII del Reino Unido), en la temporada 1923/24. Al principio era entregado al campeón de la División Americana en la temporada regular de la NHL, pero su destinatario fue modificado para el campeón de la liga regular en la temporada 1938/39, cuando la NHL se reorganizó en una sola división. El club que más veces lo ha ganado es Montreal Canadiens, en 25 ocasiones.
Trofeo Clarence S. Campbell
El galardón premia al campeón de la Conferencia Oeste. Se entregó por primera vez en 1968, cuando la liga se expandió al oeste de los Estados Unidos. Al igual que el Príncipe de Gales, la NHL ha modificado el destinatario del premio varias veces. En un principio se entregaba al campeón de la liga regular, pero en 1981 se otorgó al vencedor del Oeste en los play-off. Edmonton Oilers es quien más lo ha ganado, en siete ocasiones.

### Trofeos individuales

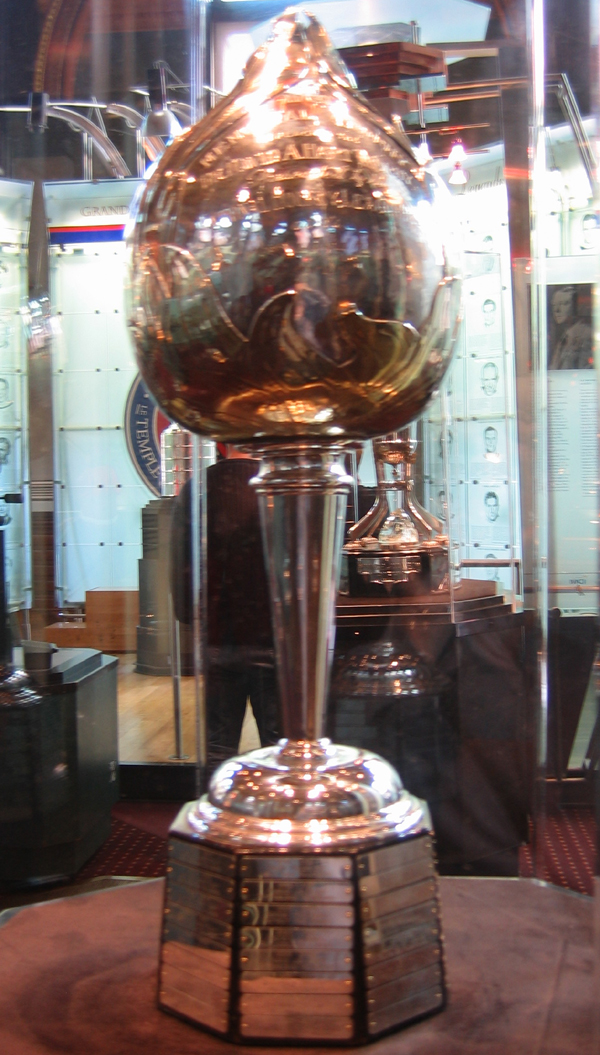
Trofeo Hart.

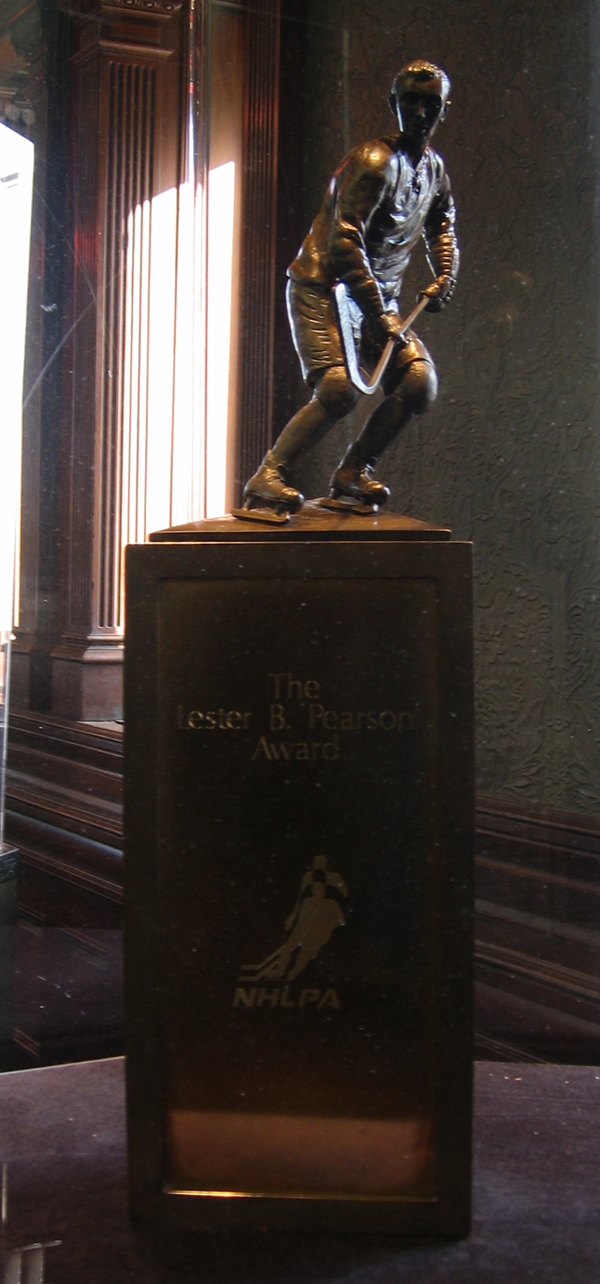
Trofeo Ted Lindsay.

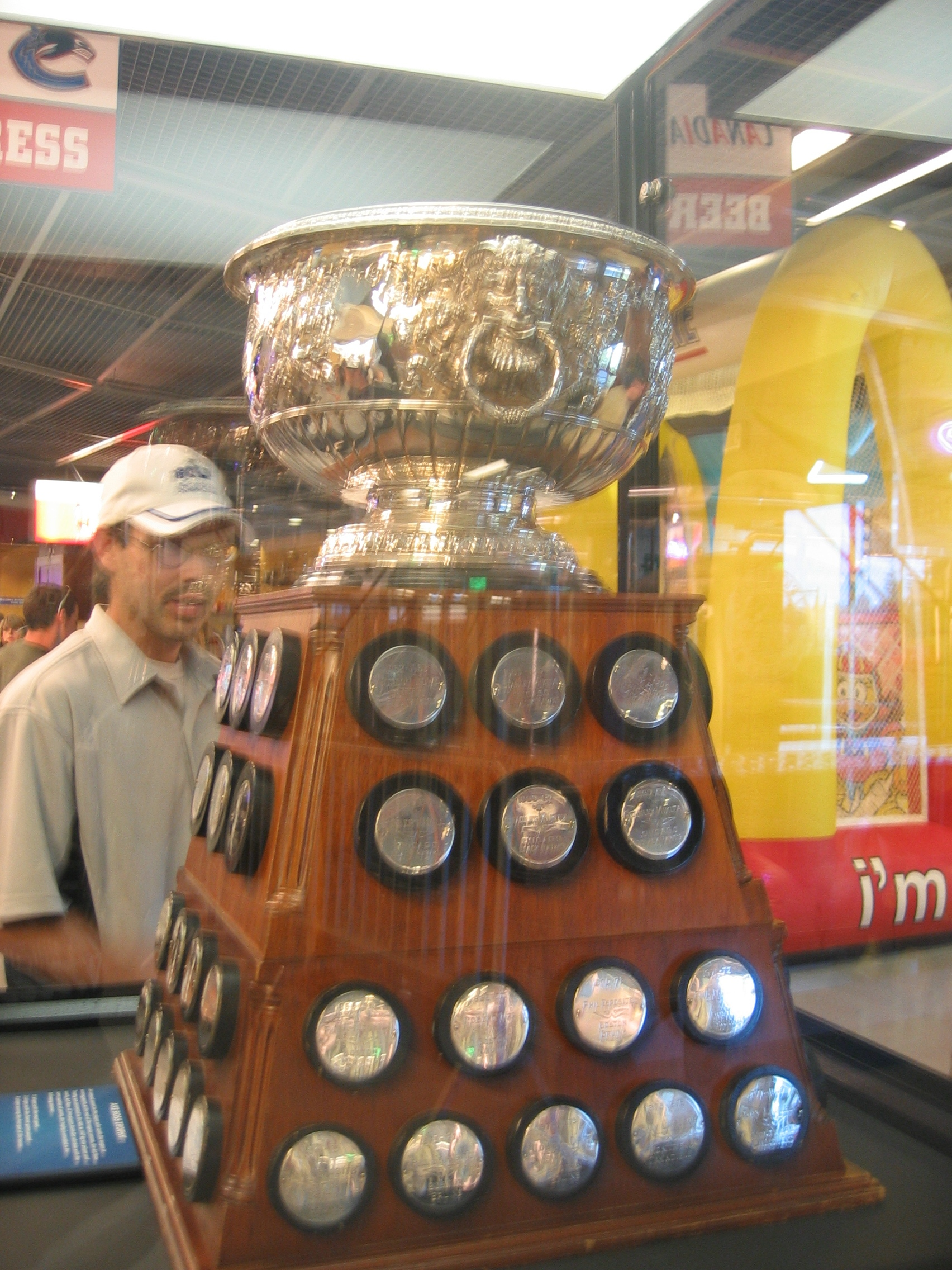
Trofeo Art Ross.

Trofeo Hart
Con este trofeo se premia al mejor jugador de la temporada, otorgado por la Asociación Profesional de Prensa Escrita de hockey sobre hielo. Se creó en 1924, por lo que es uno de los galardones vigentes más antiguos. El premio fue donado por el doctor David Hart, padre del entrenador y director general de Montreal Canadiens, Cecil Hart. Cuando Cecil falleció en 1940, la liga dio su nombre al premio. La copa original fue reemplazada en 1960, y trasladada al Salón de la Fama del hockey sobre hielo. El jugador que más veces ha ganado este premio ha sido Wayne Gretzky (nueve veces), siendo además el deportista que más veces fue jugador más valioso (MVP) en una liga norteamericana profesional.
Trofeo Conn Smythe
Recompensa al mejor jugador durante los play-off por el título, y también es otorgado por los periodistas, que votan durante el tercer periodo del último partido de la final de la Stanley Cup. Está vigente desde la temporada 1964/65. Quien lo obtiene no tiene por qué ser necesariamente del equipo ganador. Debe su nombre a Conn Smythe, directivo de la NHL, propietario de Toronto Maple Leafs y artífice del Salón de la Fama del hockey sobre hielo. Con tres títulos, el jugador que más veces lo ha ganado es el guardameta Patrick Roy, defendiendo los colores de Detroit Red Wings y Colorado Avalanche.
Trofeo Ted Lindsay
Galardón que premia al mejor jugador de la temporada, otorgado por los propios jugadores de la NHL a través de la Asociación de Jugadores de la NHL (NHLPA). Se instauró por primera vez en 1971 con el nombre de Trofeo Lester B. Pearson en honor a Lester Bowles Pearson, 17º primer ministro canadiense y Premio Nobel de la Paz en 1957, pero cambió su nombre en 2010 en honor a Ted Linsday, jugador de Detroit Red Wings e impulsor de la NHLPA. El jugador que más veces lo ha ganado es Wayne Gretzky, en cinco ocasiones, mientras que Pittsburgh Penguins ha sido el club que más jugadores ha aportado al galardón, en siete ocasiones.
Trofeo Calder
Lo consigue el jugador más destacado en su primera temporada en la NHL (en inglés, Rookie of the Year). Se comenzó a entregar en 1932 y debe su nombre a Frank Calder, primer presidente de la NHL. Para optar al premio, el seleccionable no puede haber jugado más de 25 partidos de liga en la temporada anterior. Tampoco vale que haya jugado en otra liga profesional. Por ejemplo, Wayne Gretzky nunca lo ganó pese a haber anotado 137 puntos en su primer año, porque la temporada anterior había jugado en la liga profesional World Hockey Association. Además, los jugadores deben tener menos de 26 años. El equipo que más novatos ha aportado al premio ha sido Toronto Maple Leafs, hasta en nueve ocasiones.
Trofeo Jack Adams
Se entrega al mejor entrenador de toda la temporada, y se dirime por votación de la Asociación de Comentaristas de la National Hockey League al término de la temporada regular. El premio, que se entrega desde 1974, debe su nombre a Jack Adams, antiguo entrenador de Detroit Red Wings durante más de 20 temporadas y director general en otras 16. El técnico que más veces lo ha ganado es Pat Burns con tres títulos, con Montreal Canadiens, Toronto Maple Leafs y Boston Bruins. Desde 2010 existe un premio para la figura del director general, que todavía no tiene nombre.
Trofeo Art Ross
Premia el talento ofensivo de un jugador, y se otorga a aquel que haya obtenido más puntos —la suma de goles y asistencias— al término de la temporada. Solo puede haber un ganador por temporada. En caso de empate a puntos, el premio recaerá sobre el jugador que más goles haya obtenido. Si el empate persiste, será para el que haya jugado menos partidos, y en un caso extremo recae sobre aquel que haya marcado primero en toda la temporada. Vigente desde 1948, se instauró en homenaje a Art Ross, que fue jugador, entrenador, árbitro y dirigente de la NHL. El jugador que más veces lo ganó fue Wayne Gretzky, hasta en 10 ocasiones. Entre 1981 y 2001, solo tres jugadores lo consiguieron: Gretzky, Mario Lemieux y Jaromir Jagr.
Trofeo Maurice Richard
Es un premio para el jugador que más goles ha marcado durante la temporada regular, y comenzó a entregarse en la temporada 1998/99. Debe su nombre al atacante Maurice Richard, que con Montreal Canadiens consiguió varios récords de anotación y fue el primero en conseguir 50 goles en 50 partidos. Pavel Bure, Jarome Iginla y Alexander Ovechkin lo han ganado en dos ocasiones. El récord de goles desde que se instauró el premio es de 65, anotados por Ovechkin con Washington Capitals en la temporada 2007/08.
Trofeo James Norris
Recompensa al mejor defensa de la temporada regular, y es elegido por la Asociación Profesional de Prensa Escrita de hockey sobre hielo. Se entregó por primera vez en 1954. Su nombre hace referencia a James Norris Sr., histórico dirigente de la NHL y propietario de Detroit Red Wings hasta su muerte. El jugador que más veces lo ha conseguido fue Bobby Orr, que lo logró en ocho temporadas consecutivas con Boston Bruins.
Trofeo Frank J. Selke
Premia al atacante que más ha contribuido en labores defensivas, que votan los periodistas. Se entrega desde 1978 y se llama así por Frank J. Selke, exdirector general de Toronto Maple Leafs y Montreal Canadiens. Bob Gainey es el jugador que más veces lo ha ganado, hasta en cuatro ocasiones.
Premio NHL Plus/Minus
Recompensa al jugador más útil para su equipo y la liga, sobre la base de sus estadísticas. Se otorga un punto si el jugador está en el hielo cuando su equipo marca en gol, y se quita cuando lo encaja. En ambos casos, se puntúa siempre y cuando no exista superioridad o inferioridad numérica. Se entrega desde 1983 y fue uno de los pocos premios con patrocinadores. Algunos de los patrocinadores fueron Emery Edge, Alka-Seltzer, Bud Ice y Bud Light. El jugador que más veces lo ha ganado es Wayne Gretzky, en tres ocasiones.
Trofeo Lester Patrick
A diferencia de otros trofeos que premian el rendimiento, este galardón se entrega a una persona o grupo por su contribución al hockey sobre hielo en Estados Unidos. Vigente desde 1966, debe su nombre a Lester Patrick, exjugador y dirigente de New York Rangers. A él pueden optar jugadores, árbitros, entrenadores y personal ajeno a la NHL pero vinculado con este deporte (por ejemplo, hockey femenino). El comité de selección está compuesto por un jurado de personalidades relevantes, que incluye al comisionado de la NHL y un miembro de la Junta de Gobernadores. Salvo el comisionado, todos sus miembros rotan cada temporada.
Trofeo Bill Masterton
Desde la temporada 1967/68 premia la perseverancia, deportividad y dedicación al hockey sobre hielo en toda la carrera deportiva. El ganador es votado por los periodistas, después de que cada uno de los 30 equipos nomine a su candidato. Normalmente se premia a jugadores que han vuelto de una larga lesión o por grave enfermedad, o se retiraron y después regresaron. Por ejemplo, en la campaña 1992/93 lo ganó Mario Lemieux tras recuperarse de la Enfermedad de Hodgkin, o el de Jason Blake, que jugó con Anaheim Ducks toda la temporada 2009/10 a pesar de que se le diagnosticó leucemia mieloide crónica. En otros casos, se premia toda una trayectoria deportiva.
Trofeo Lady Byng
Se otorga al jugador que mejor deportividad ha mostrado durante la temporada, y también lo otorga la Asociación Profesional de Prensa Escrita. Comenzó a otorgarse en 1925 y es el segundo galardón individual más antiguo, por detrás del Trofeo Hart. Debe su nombre a Lady Byng, esposa de Julian Byng, gobernador de Canadá entre 1921 y 1926. El jugador que más lo ha ganado ha sido Frank Boucher (siete veces), jugador de New York Rangers en los años 1930, quien además conservó el título original en propiedad.
Trofeo King Clancy
Se entrega desde 1988 al jugador que ejemplifica mejor los valores de liderazgo y humanidad, tanto dentro como fuera del hielo. Lo votan tanto la asociación de periodistas como la de comentaristas. Existe un galardón similar reconocido por la NHL, el Trofeo Mark Messier, que se entrega desde 2007 y cuya diferencia es que lo vota directamente el exjugador Mark Messier.

### Trofeos para porteros

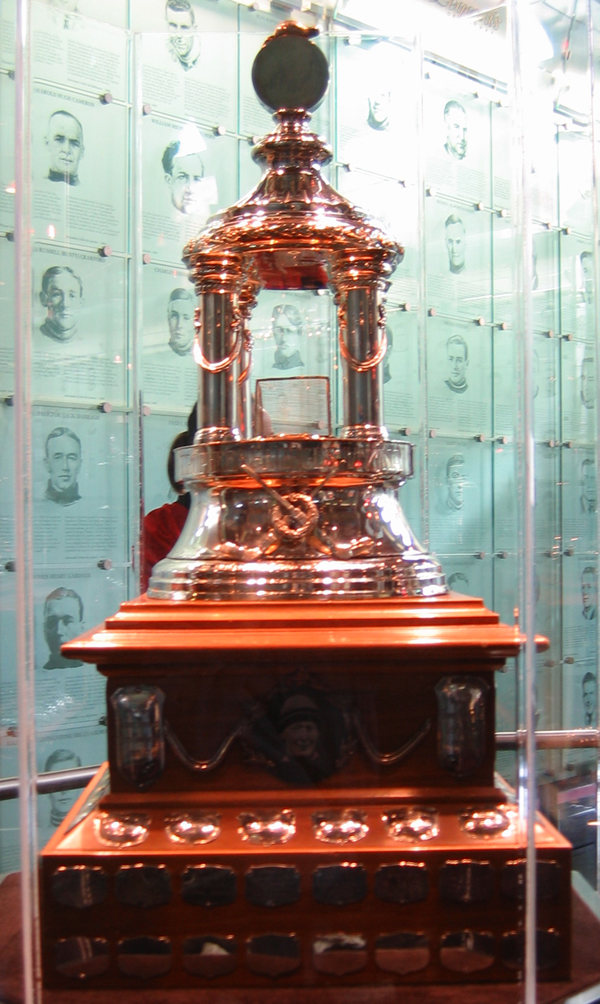
Trofeo Vezina.

Trofeo Vezina
Recompensa al mejor portero de toda la temporada, lo votan los directores generales de cada franquicia participante. Debe su nombre a Georges Vézina, guardameta que en 1926 falleció en mitad de un partido, víctima de una tuberculosis. En la temporada siguiente, la NHL comenzó a entregar este premio en su honor. A lo largo de su historia se han seguido distintos criterios para entregarlo, como el número de goles encajados, pero desde la temporada 1981/82 se sigue el método actual. El portero que más veces lo ha ganado es Jacques Plante, en siete ocasiones.
Trofeo William M. Jennings
Se entrega al portero que menos goles haya encajado a lo largo de la temporada regular. Este criterio era el que se usó durante varios años para el Trofeo Vezina, pero en 1982 la liga decidió otorgar dos premios. Debe su nombre a William M. Jennings, expresidente de New York Rangers. Patrick Roy es el jugador que más veces lo ha ganado, en cinco ocasiones.
Trofeo Roger Crozier
Es para el portero que mejor porcentaje de paradas ha registrado en toda la temporada. Para entregarlo, el jugador deberá haber disputado al menos 25 partidos en la liga regular. Debe su nombre a Roger Crozier, guardameta de Detroit Red Wings y Buffalo Sabres en los años 1960 y 1970.

## Cobertura mediática

### Televisación
En Canadá, el hockey sobre hielo fue uno de los primeros deportes transmitidos por televisión, y goza de gran tradición mediática. Al ser un país bilingüe, pueden seguirse tanto en inglés como en francés. Los derechos de emisión a nivel nacional corresponden desde 2014 al multimedio Rogers Communications. CBC ha emitido durante más de medio siglo el programa Hockey Night in Canada, donde se transmiten los partidos más importantes de los equipos canadienses. En el mercado francófono, el canal de pago TVA Sports transmite los partidos de los Montreal Canadiens, el equipo de Quebec, más el All-Star Game y los Playoffs de la Copa Stanley.
En Estados Unidos la situación es diferente, con una mayor competencia y sin un espacio tradicional que retransmita hockey como en Canadá. Los socios de transmisión estadounidenses de la liga habían estado cambiando durante décadas antes de 1995. La emisión de hockey a escala nacional fue particularmente irregular antes de 1981; NBC, CBS y ABC tuvieron los derechos televisivos en varios momentos durante ese período, pero con horarios limitados durante la segunda mitad de la temporada regular y los playoffs, junto con algunas (pero no todas) de las Finales de la Copa Stanley. A partir de 1981, la NHL solo estuvo disponible en televisión por cable, y se transmitió en USA Network, SportsChannel America y ESPN en varios horarios. Desde 1995, la cobertura nacional se dividió entre la televisión abierta y el cable, primero con Fox y ESPN de 1995 a 1999, luego con ABC y ESPN de 1999 a 2004. Los derechos nacionales de EE. UU. estuvieron en manos de NBC y OLN (más tarde rebautizada como Versus, luego NBCSN) entre el cierre patronal de la liga en la temporada 2004-05 y la 2020-21.
La temporada 2021-22 marca el primer año del acuerdo de siete años con ESPN y TNT Sports.El acuerdo de ESPN incluye 25 juegos de temporada regular en ABC o los canales lineales de ESPN, y 75 juegos transmitidos en exclusiva por ESPN+ y Hulu. La cobertura de TNT Sports incluye hasta 72 juegos de temporada regular en TNT o TBS. Los playoffs se dividen entre ESPN y TNT Sports, con ABC televisando las Finales de la Copa Stanley durante los años pares y TNT (en simultáneo con TBS y TruTV) televisando la serie de campeonato durante los años impares.
Desde la temporada 2023-2024, los juegos de TNT Sports también están disponibles en el servicio de streaming hermano Max.

#### Paquetes fuera del mercado
La liga lanzó originalmente NHL GameCenter Live en 2008, el cual permitía la emisión de juegos fuera del mercado a través de Internet. MLB Advanced Media tiempo después se hizo cargo de las operaciones diarias del servicio en 2016, renombrándolo NHL.tv. Según su contrato, Rogers Communications distribuye el servicio en Canadá como NHL Live y se incorporó a Sportsnet Now Premium para la temporada 2022-23. Bajo el contrato de ESPN, el paquete de transmisión fuera del mercado de la liga se incorporó a ESPN+ para los espectadores de los Estados Unidos en 2021.

#### Transmisiones alternativas
El 14 de febrero de 2023, ESPN anunció que realizaría una transmisión televisiva orientada a los jóvenes y con temática de la serie animada Big City Greens, de un juego de la liga entre los Washington Capitals y los New York Rangers, titulada NHL Big City Greens Classic, la cual se llevó a cabo el 14 de marzo de ese año a través de Disney Channel, Disney XD, Disney+ e ESPN+. El 9 de marzo de 2024, se volvería a presentar mediante las mismas plataformas que la primera versión, una emisión alternativa con temática de Big City Greens nombrada NHL Big City Greens Classic 2, del partido Pittsburgh Penguins contra Boston Bruins.

#### Transmisión internacional
Fuera de Canadá y los Estados Unidos, los juegos de la NHL se transmiten en toda Europa, Medio Oriente, Australia y América (México, América Central, República Dominicana, el Caribe y Sudamérica), entre otros.
NHL.tv también está disponible en la mayoría de los países para ver juegos en línea, pero aún pueden aplicarse restricciones de bloqueo si un juego se televisa en el país del usuario. Para aquellos mercados internacionales seleccionados donde ESPN también posee los derechos de transmisión, se debe acceder a los juegos en la plataforma de ESPN utilizada en ese país en particular: ESPNPlayer, ESPN Play, la app de ESPN, o Disney+ (anteriormente Star+). En España la NHL se puede ver mediante los canales de Movistar Plus+; mientras que en Dinamarca, Finlandia, Islandia, Polonia, Noruega y Suecia los partidos están disponibles a través de Viaplay.

## Repercusión de la NHL
Dentro de su deporte, la National Hockey League es la liga más importante del mundo, según la Federación Internacional de Hockey sobre Hielo. Con la apertura del campeonato a Europa Occidental y Europa del Este, su importancia a nivel internacional ha aumentado y se ha convertido en destino preferente para jugadores de otros torneos. La mayoría de los jugadores de la liga son canadienses y copan el 41.6% del total de jugadores, seguido de los estadounidenses con el 26,1% del total. De los países europeos, Suecia 11.6% y Rusia están representados con un 5.2% del total, seguidos por Finlandia (5.1%) y República Checa (3,4%).
La National Hockey League es una de las cuatro ligas más importantes en la cultura deportiva norteamericana, junto a la National Football League (fútbol americano), la Major League Baseball (béisbol) y la National Basketball Association (baloncesto). En Canadá es el campeonato más popular, y goza de mucho seguimiento al igual que la Canadian Football League. En Estados Unidos su situación es diferente, y de las cuatro Grandes Ligas es la menos seguida, tanto a nivel de aficionados como en ingresos por televisión y patrocinios. Sin embargo, mantiene una importante base de aficionados en el norte y las costas este y oeste.
La base de aficionados de la National Hockey League en Norteamérica no es tan dispersa como la de la NBA o la NFL, pero si es una de las más influyentes a nivel deportivo, y está especialmente concentrada en Canadá y el norte de Estados Unidos, donde hay un clima más frío. Desde la década de 1990, la NHL también se comercializa a países de Europa y la Comunidad de Estados Independientes.

## All-Star Game de la NHL
El All-Star Game de la National Hockey League (en francés, Match des Étoiles) es un evento amistoso anual que se celebra normalmente a mitad de temporada, donde los mejores jugadores de la NHL juegan entre ellos. El carácter del partido es lúdico-deportivo, al igual que en eventos similares como el All-Star Weekend de la NBA. El All-Star Game se disputa ininterrumpidamente desde la temporada 1947/48.
Los equipos que se enfrentan son un combinado de la Conferencia Este contra un combinado de la Conferencia Oeste, en una sede elegida por la NHL. Desde la temporada 2010/11 hasta la temporada 2014/15 fueron los propios jugadores los que eligieron quien debe estar presente, aunque en anteriores temporadas estaba abierto a la votación de los aficionados. El entrenador de cada conferencia también fue elegido por el resto de entrenadores. Los jugadores estuvieron obligados a participar sin son elegidos, y en caso de ausencia la liga se reserva el derecho a una sanción. A partir de la temporada 2015/16, el partido fue reemplazado con un torneo que involucra cuatro equipos que corresponden a las cuatro divisiones de la liga.
Aunque el All-Star Game se juega desde la temporada 1947/48, ya hubo encuentros de estrellas con carácter benéfico antes incluso de la creación de la NHL. El primer encuentro de este tipo en hockey sobre hielo se jugó el 2 de enero de 1908 a la memoria de Hod Stuart, fallecido tres meses después de que su equipo ganara la Stanley Cup. En el encuentro se recaudaron 2.000 dólares, que se destinaron a su familia. La iniciativa se repitió el 12 de diciembre de 1933 en honor a Ace Bailey, jugador de Toronto Maple Leafs que tuvo que retirarse por una grave lesión. En este caso, fue la propia NHL quien organizó el partido.
La NHL se reserva el derecho de sustituir el All-Star Game por otra clase de evento. En 1979 y 1987 se reemplazó por partidos entre un combinado de estrellas de la NHL y un equipo con los mejores jugadores de la Unión Soviética. En 2006, 2010 y 2014, tampoco se disputó al coincidir con los Juegos Olímpicos de Invierno.